# 斯特凡·亨策
斯特凡·亨策（德語：Stefan Henze，1981年5月3日—2016年8月15日），德国男子皮划艇运动员。他曾代表德国参加2004年夏季奥林匹克运动会皮划艇比赛，获得男子双人划艇激流银牌。